# Ventana emergente
El término ventana emergente (en inglés: pop-ups) hace referencia a un elemento publicitario que aparece automáticamente en la pantalla del navegador, en una ventana superpuesta a la de la página web activa.

## Ventanas emergentes en sitios web

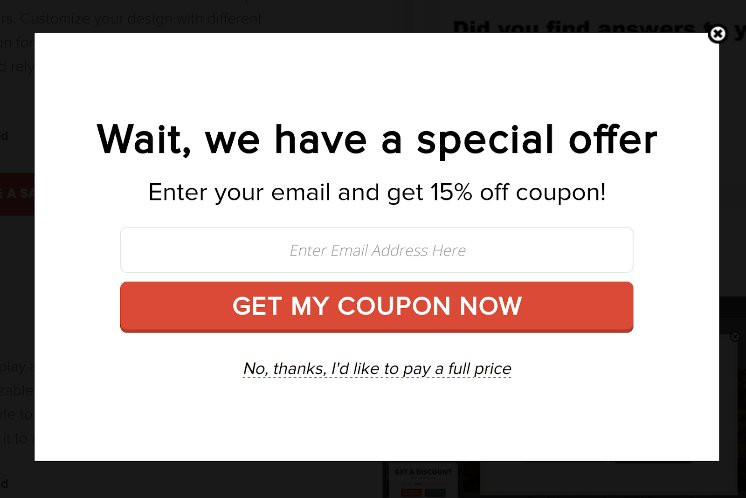
Ejemplo de ventana emergente

El término denomina a las ventanas que emergen automáticamente (generalmente sin que el usuario lo solicite). A menudo, las ventanas emergentes se utilizan con el objetivo de mostrar un aviso publicitario de manera intrusiva. Una técnica relacionada con esta es la denominada pop-under (que consiste en abrir de manera intempestiva nuevas ventanas que se sitúan detrás de la ventana en uso).
Los anuncios pop-under (como dicho anteriormente) son una variedad de lo que son los pop-up. Este abre una ventana nueva en el navegador, detrás de ventana activa. Los pop-unders interrumpen menos a los usuarios, pero no son vistos hasta que el usuario cierre las ventanas que está utilizando, haciendo que sea más difícil para el usuario determinar qué página web las abrió.
En ocasiones, la ventanas emergentes o pop-ups, activan nuevas ventanas, lo que puede dar lugar a un bucle infinito, sea intencionado o no. 
Debido a que la publicidad en formato ventana emergente es considerada molesta por muchos usuarios, continuamente aparecen técnicas y programas que, bajo el nombre común de anti pop-ups o en inglés pop-up Killers o pop-up blocker, evitan la aparición de este tipo de ventanas emergentes. Desde 2004, algunos de los sitios web más importantes comenzaron a limitar el uso de las ventanas emergentes por considerarlas un formato publicitario demasiado intrusivo. Tal es el caso de MSN.
Actualmente, muchos navegadores de Internet incorporan un sistema que evita la aparición de ventanas emergentes no solicitadas. Para determinar si una ventana emergente ha sido solicitada o no, se suele usar un antiguo principio de la programación HTML, que dice que una ventana sólo debe abrirse mediante un clic y que un solo clic no debe abrir más de una ventana.

## Bloqueador de ventanas emergentes
Un bloqueador de ventanas emergentes es un programa diseñado con el único fin de evitar, bloquear o no mostrar ventanas emergentes.
Cuando el usuario navega por Internet se puede ver acorralado de ventanitas, las ventanas emergentes, que pueden salir por delante o por detrás de la ventana activa, también depende de lo que haga el usuario, se dan muchos casos de ventanas que se abre al cierre de otra ventanas usando el evento de Javascript onClose.

### Bloqueadores de ventanas emergentes mejorados
Además de estos bloqueadores de ventanas emergentes, están los que quitan los anuncios de las páginas o los anuncios según contenido, del tipo Google Ads, o mediante el bloqueo (manual o a través de programas) de las direcciones de los anuncios a través del archivo hosts.